# 1945 w Wojsku Polskim
Kalendarium Wojska Polskiego 1945 – wydarzenia w Wojsku Polskim w roku 1945.

## 1945
- Szkoła Oficerów Polityczno-Wychowawczych została przekształcona na Centralną Szkołę Oficerów Polityczno-Wychowawczych z miejscem stacjonowania początkowo w Lublinie, a później w Łodzi. W 1946 r. szkoła została przemianowana na Oficerską Szkołę Polityczną[1]

## Styczeń
1 stycznia

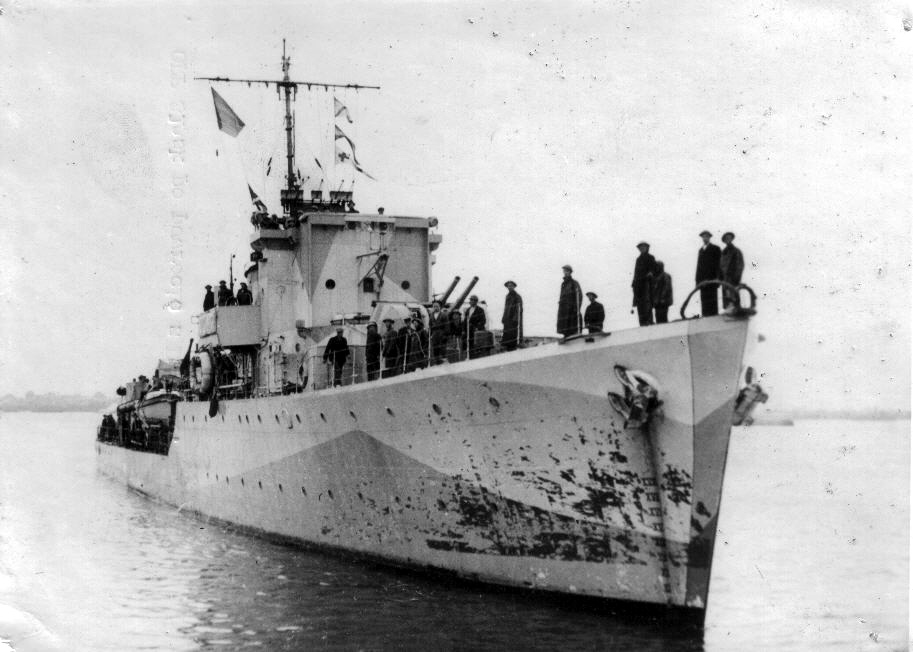
ORP „Ślązak”

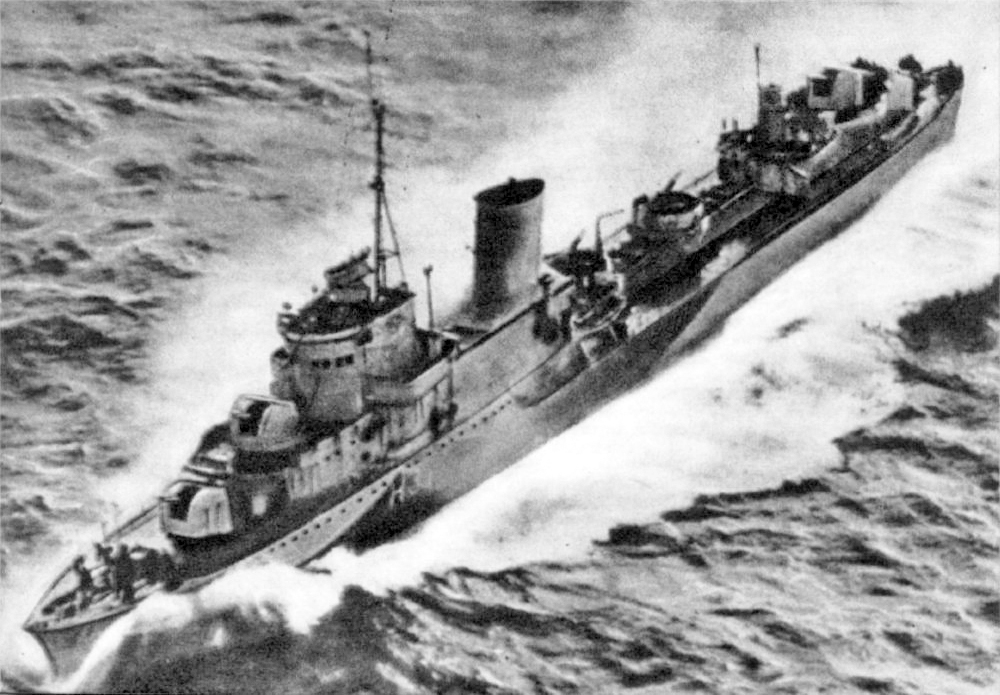
ORP „Błyskawica”

- ORP „Ślązak“ wraz z HMS „Ekins” rozpoczęły trzydniowy patrol wybrzeża belgijskiego; w trakcie patrolu kilkakrotnie trafiali przelatujące Ju-85[potrzebny przypis]; (koniec patrolu – 9 lutego)
- piloci polskich dywizjonów 308 i 317 zestrzelili w rejonie Gandawy (Belgia) 18 i 1/2 niemieckich samolotów FW-190[2][3]

2 stycznia
- w Szkole Lotniczej WP w Zamościu odbyła się inauguracja nauczania[2]

4 stycznia
- dowódca Armii Krajowej, Leopold Okulicki, spotkał się z przysłaną do Polski brytyjską misja wojskową „Freston”[4]

4 stycznia
- kmdr ppor. Ludwik Lichodziejewski przejął dowodzenie nad ORP „Błyskawica” od kmdr. por. Konrada Namieśniowskiego

5 stycznia
- dowodzenie ORP „Garland” przejął kpt. mar. Kazimierz Hess od kmdr. ppor. Bolesława Biskupskiego

8 stycznia
- dowódca Armii Krajowej wydał rozkaz nr 12/M w sprawie ochrony ludności i jej mienia[4]

12 stycznia
- rozpoczęła się operacja wiślańsko-odrzańska Armii Radzieckiej i Wojska Polskiego (trwała do 7 lutego)[5][3]}

12–17 stycznia
- w walkach o Warszawę samoloty 1 Pułku Myśliwskiego „Warszawa” i 2 Pułku Bombowego „Kraków” współdziałały z 1 Armią WP[2]

15–16 stycznia
- samoloty 2 Pułku Bombowego „Kraków” w okolicy Leszna i Błonia na zachód od Warszawy bombardowały wojska niemieckie[2]

16 stycznia
- 1 Armia WP rozpoczęła operację warszawską[5]}

16–17 stycznia
- samoloty 1 Pułku Myśliwskiego „Warszawa” i 3 Pułku Szturmowego na zachód od Warszawy zwalczały wycofujące się kolumny wojsk niemieckich[2]

17 stycznia
- jednostki 1, 2, 3, 4 i 6 DP 1 Armii WP wyzwoliły Warszawę[5]}[6]
- na ruinach Dworca Głównego w Warszawie żołnierze 3 pułku piechoty zawiesili biało-czerwony sztandar[5]}
- 1 BPanc im. Bohaterów Westerplatte wyzwoliła Piaseczno[5]}

18 stycznia
- naczelny dowódca WP rozkazem nr 012 powołał do życia Oficerską Szkołę Marynarki Wojennej[5]}

19 stycznia
- Dowódca Armii Krajowej, gen. Leopold Okulicki „Niedźwiadek” wydał rozkaz nr 32 o rozwiązaniu Armii Krajowej
w tajnym rozkazie 33 skierowanym do dowódców obszarów, okręgów i podokręgów AK nakazuje, by dowódcy nie ujawniali się i zachowali szkieletowe sztaby z systemem łączności radiowej[4][6][3]
- w wyzwolonej Warszawie odbyła się pierwsza defilada wojskowa jednostek 1 Armii WP[5]}
- grupa samolotów myśliwskich 1 Pułku Myśliwskiego „Warszawa” osłaniała defiladę wojsk 1 Armii WP w wyzwolonej Warszawie[2]

20 stycznia
- Wyższa Szkoła Oficerów została przeniesiona z Riazania do Rembertowa pod Warszawę (przenosiny trwały do 2 lutego)[5]}

23 stycznia
- 2 Armia Pancerna, 47 Armia oraz 1 Armia WP wyzwoliły Bydgoszcz[5]}

24 stycznia
- w okolicy Lubska wylądowała Grupa wywiadowczo-rozpoznawcza „Wisła”[7]

26 stycznia
- naczelny dowódca WP wydał rozkaz nr 17/org. w sprawie sformowania przy 2 pułku zapasowym w Rzeszowie specjalnego zapasowego pułku piechoty nr 2-A[5]}

29 stycznia
- walki 1 Armii WP o przełamanie Wału Pomorskiego[5]}[3]
- 2 Armia WP sforsowała Nysę Łużycką i skierowała natarcie na Budziszyn i Drezno[3]}

30 stycznia
- jednostki 1 Armii WP przekroczyły pod Sępolnem byłą granicę polsko-niemiecką i rozpoczęły działania bojowe na Pomorzu Zachodnim[5]}[6]

## Luty
- Centralna Szkoła Podchorążych PSZ w ZSRR została przeniesiona z Riazania do Krakowa z jednoczesną zmianą nazwy na Oficerską Szkołę Piechoty, a później na Oficerską Szkołę Piechoty i Kawalerii[1]
- Frontowa Szkoła Oficerska w Lublinie (powstała w 1944 r.) została przekształcona na Oficerską Szkołę Piechoty nr 2[1]

1 lutego
- rozkaz Naczelnego Dowództwa Wojska Polskiego o powołaniu dowództw okręgów wojskowych[8]
- naczelny dowódca WP wydał rozkaz nr 23/org. w sprawie organizacji 6 okręgów wojskowych: warszawskiego, lubelskiego, krakowskiego, łódzkiego, poznańskiego i pomorskiego[5]}
- samodzielny polski zapasowy batalion marynarki wojennej na podstawie rozkazu ND WP nr 174 został przemianowany na 1 samodzielny morski batalion zapasowy[5]}

3 lutego
- wyznaczone jednostki Wojska Polskiego skierowano do rozminowania kraju[8]
- 1 DP im. T. Kościuszki wyzwoliła Podgaje[5]}

4 lutego
- 4 Mieszana Dywizja Lotnicza rozpoczęła działania bojowe w czasie walk 1 Armii WP o przełamanie Wału Pomorskiego[2]

5 lutego
- ND WP wydał rozkaz nr 27/org. o rozformowaniu do 10 lutego dowództwa żandarmerii WP[5]}

6 lutego
- w rejonie Nadarzyc oddziały 1 Armii WP wyzwoliły obóz jeńców polskich[5]}

7 lutego
- zakończono formowanie dowództwa Lubelskiego OW[5]}

9–14 lutego
- 4 Mieszana Dywizja Lotnicza wykonywała działania bojowe na okrążone zgrupowania wojsk niemieckich w Pile[2]

11 lutego
- jednostki 1 Armii WP przełamały Wał Pomorski[5]}

12 lutego
- 18 załóg 3 pułku lotnictwa szturmowego wykonało nalot na Poznań[2]

15 lutego
- rozkaz ND WP nr 30/org. o tworzeniu jednostek w systemie okręgów wojskowych w postaci szpitali okręgowych i garnizonowych oraz magazynów[5]}

18 lutego
- ND WP zarządził utworzenie Wyższej Szkoły Oficerskiej w Rembertowie, a jej komendantem został gen. bryg. Witalis Martanus[5]}

25 lutego
- utworzono 6 samodzielną eskadrę transportową do zadań specjalnych Sztabu Generalnego WP i Tymczasowego Rządu RP[2]

26 lutego
- z Charkowa (ZSRR) do Łowicza przybył sztab 1 Mieszanego Korpusu Lotniczego WP[2]

27 lutego
- pod Czelinem wbito pierwszy słup graniczny nad Odrą przez żołnierzy 6 batalionu pontonowo-mostowego (ppor. Władysław Cieślak, chor. Stefan Kobka, plut. Władysław Janicki i plut. Henryk Kalinowski)[5]}[9]

28 lutego
- ND WP wydał rozkaz nr 32 o przystąpieniu jednostek wojsk inżynieryjnych do rozminowania kraju[5]}

## Marzec
- w Kąkolewnicy powstała Oficerska Szkoła Piechoty nr 3[1]

1 marca
- walki o Borujsko[10]
- rozkazem nr 40 rozformowano Bazę Oddziałów Desantowych przy Naczelnym Dowództwie[5]}
- gen. bryg. Marian Spychalski objął obowiązki zastępcy ND WP ds. polityczno-wychowawczych[5]}

3 marca
- w Pawłokomie oddział Armii Krajowej i okoliczna ludność wymordowała 365 ukraińskich mieszkańców wsi[4]
- rozstrzelano ppor. Leszka Białego
- 2 i 5 Brygada Saperów, 3 Brygada Pontonowa, 2 zapasowy pułk saperów oraz kompanie saperów 1 i 2 zapasowego pułku piechoty rozpoczęły akcję rozminowania kraju[5]}

4 marca
- początek walk o Drawsko[11]

7 marca
- NKWD aresztowała gen. Augusta Emila Fieldorfa „Nila”[4]

8 marca
- początek walk o Kołobrzeg[12]
- grupa żołnierzy 16 pułku piechoty  jako pierwsza wyszła na brzeg Bałtyku i na wzgórzu 5,5 zatknęła biało-czerwony sztandar, a do morza wrzuciła pływak z zatkniętą chorągiewką o barwach narodowych[5]}

9 marca
- załogi 4 Mieszanej Dywizji Lotniczej wykonały pierwsze loty bojowe w bitwie o Kołobrzeg[2]

12 marca
- walki o Dziwnówek[13]

15 marca
- rozpoczęto formowanie 13 i 14 DP oraz OSA nr 2 w Toruniu[8]
- rozpoczęto formowanie 11 i 12 DP (sformować do 30 kwietnia)[5]}

17 marca
- dowódca Armii Krajowej, gen. Okulicki, wyznaczył płk. dypl. Jana Rzepeckiego „Orzoga” na swojego następcę na stanowisku wojskowego komendanta kraju.

18 marca
- zaślubiny żołnierzy polskich z Bałtykiem w Kołobrzegu[5]}[9]

21 marca
- 1 samodzielny batalion kobiecy został wyłączony ze składu jednostek 1 Armii WP i podporządkowany Sztabowi Głównemu WP[5]}

22 marca
- ukazał się rozkaz Naczelnego Dowództwa Wojska Polskiego o zasadach postępowania wobec niemieckiej ludności cywilnej[9]

23–31 marca
- samoloty 1 Pułku Myśliwskiego „Warszawa” patrolowały wody przybrzeżne Morza Bałtyckiego na odcinku Kołobrzeg–Dziwnów[2]

27 marca
- początek walk o Gdańsk – Gdynię[14]
- NKWD aresztowało dowódcę AK – gen. Okulickiego

28 marca
- rozkaz ND WP nr 66/org. o utworzeniu Cywilnej Floty Powietrznej Rzeczypospolitej Polskiej[5]}
- na podstawie rozkazu naczelnego dowódcy WP powołano Oddział Lotnictwa Cywilnego przy Dowództwie Wojsk Lotniczych, dowódca oddziału ppłk Michał Wozżennikow[2]

30 marca
- rozkazem dowódcy lotnictwa WP zorganizowano w wojskach lotniczych redakcję czasopisma lotniczego, któremu nadano nazwę: „Skrzydlata Polska”, a sekretarzem odpowiedzialnym redakcji został kpt. Henryk Bochenek[2]

## Kwiecień
zostały utworzone dowództwa Łódzkiego i Pomorskiego Okręgu Wojskowego}
z jednostek lotnictwa wojskowego zaczęto formować przy Wojsku Polskim lotnictwo cywilne}
oddziały 2 Korpusu Polskiego we Włoszech zdobyły Bolonię}
8 kwietnia

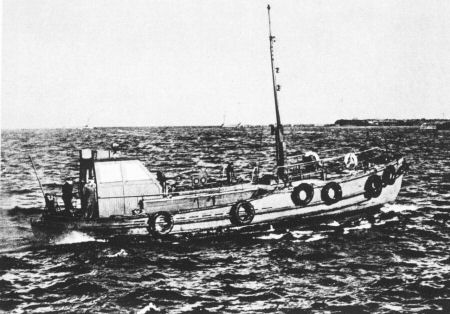
ORP „Korsarz”

- podniesiono polską banderę na kutrze pilotowym ORP „Korsarz”[5]}

9 kwietnia
- początek walk o Bolonię[15]
- biorący udział w osłonie wyprawy bombowej na Hamburg piloci dywizjonów 306 i 309 zestrzelili nad Morzem Północnym 3 niemieckie samoloty odrzutowe Me-262[2]

10 kwietnia
- w siedzibie NKWD w Wilnie odbyło się spotkanie czterech oficerów AK i aresztowanego gen. Krzyżanowskiego „Wilka” z oficerami sowieckich władz bezpieczeństwa. Polscy oficerowie odrzucili propozycję współpracy z władzami ZSRR i Tymczasowym Rządem Polskim[4]

12 kwietnia
- wyzwolono obóz w Oberlangen – Stalag VI C przez oddział dowodzony przez ppłk Stanisława Koszutskiego (1 Dywizja Pancerna)
- oddziały 2 Korpusu Polskiego wyzwoliły Bolonię (Włochy)

13 kwietnia
- rozkazem Naczelnego Dowódcy WP zreorganizowano Szkołę Lotniczą WP i w jej wyniku powstała Wojskowa Szkoła Pilotów w Dęblinie (komendant gen. bryg. Józef Smaga) i Wojskowa Techniczna Szkoła Lotnicza w Zamościu (komendant płk inż. Piotr Bielikow)[2]

14 kwietnia
- 19 samodzielny pułku lotnictwa transportowego został włączony do lotnictwa cywilnego DWL[2]

16 kwietnia
- 2 Armia WP rozpoczęła operację łużycką (do 4 maja)[5]}
- Forsowanie Nysy Łużyckiej[16][9][3]
- lotnictwo Wojska Polskiego rozpoczęło działania bojowe w „operacji berlińskiej”[2]

17 kwietnia
- początek walk o Niesky[17]
- przyjęto 2 Dywizję Lotnictwa Szturmowego i 3 Dywizję Lotnictwa Myśliwskiego z 1 Mieszanego Korpusu Lotniczego, które przebazowano z ZSRR w skład Lotnictwa Lądowego Wojska Polskiego[2]

21 kwietnia
- 2 Korpus Polski zajął Bolonię[9]

21–27 kwietnia
- oddziały 2 Armii Wojska Polskiego brały udział w bitwie pod Budziszynem[18]

23 kwietnia
- początek walk pod Budziszynem[19]
- początek walk na linii Kanału Hohenzollernów[20]

24–29 kwietnia
- w okrążeniu Berlina brała udział 1 Armia WP[3]}

25 kwietnia
- 3 Polskie Skrzydło Myśliwskie wykonało ostatni lot bojowy w II wojnie światowej (5 h 57 min) w osłonie wyprawy 255 ciężkich bombowców, które zbombardowały siedzibę Hitlera – Berchtesgaden[2]

25–26 kwietnia
- do działań bojowych w „operacji berlińskiej” weszły dywizje i pułki 1 Mieszanego Korpusu Lotniczego WP, a piloci myśliwscy zestrzelili w ciągu 2 dni 6 samolotów niemieckich Fw-190[2]

26 kwietnia
- początek walk o Berlin[21]

29 kwietnia–2 maja
- w szturmie Berlina brała udział 1 Dywizja Piechoty im. Tadeusza Kościuszki[3]}

30 kwietnia
- wojska amerykańskie uwolniły z niewoli niemieckiej m.in. gen. bryg. Romana Abrahama
- 1 Dywizja Piechoty brała udział w walkach o Berlin[18]

## Maj
zakończono formowanie 12 Dywizji Piechoty
w rejonie Poznania rozpoczęto formowanie dowództwa 1 Korpusu Armijnego wraz z jednostkami obsługi
rozformowano 4 komendy umocnionych rejonów polowych i pasów obrony oraz 16 komend odcinków umocnionych rejonów. Stan osobowy komend wykorzystano do uzupełnienia 7 Brygady Inżynieryjno-Budowlanej
w Moskwie przebywała Polska Misja Wojskowa pod przewodnictwem gen. bryg. Czarniawskiego i kmdr. Urbanowicza. Rozmawiano na temat przekazania Polsce części okrętów w ramach reparacji wojennych
1 maja
- 1 Mieszany Korpus Lotniczy został przebazowany na węzeł lotniskowy Vehlefanz (Niemcy)[2]
- 1 Mieszany Korpus Lotniczy i 4 Mieszana Dywizja Lotnicza prowadziły intensywne działania bojowe w końcowych dniach „operacji berlińskiej”[2]
- ppor. Aleksander Wierzbicki z 1 Pułku Myśliwskiego „Warszawa” zestrzelił samolot niemiecki Me-109[2]

2 maja
- jednostki Armii Czerwonej i wydzielone jednostki 1 Armii WP zdobyły Berlin[5]}[3]
- grupa żołnierzy 7 baterii 1 pułku artylerii lekkiej zatknęła biało-czerwony sztandar na Kolumnie Zwycięstwa w Berlinie[5]}
- piloci 3 Dywizji Lotnictwa Myśliwskiego w rejonie Wusterhausen-Havelberg-Rhinow (Niemcy) zestrzelili 2 samoloty niemieckie Hs-129 i Fieseler „Storch”[2]

3 maja
- gen. broni Michał Rola-Żymierski został mianowany marszałkiem Polski, a generałami broni: Władysław Korczyc, Stanisław Popławski i Karol Świerczewski[5]}[3]
- polskie samoloty szturmowe wykonywały ataki na wycofujące się oddziały niemieckie w międzyrzeczu Haveli i Łaby (Niemcy)[2]
- w rejonie Havelberg i Wulkau (Niemcy) odbyło się w powietrzu trzykrotne spotkanie samolotów alianckich „Mustang” z samolotami lotnictwa ludowego Wojska Polskiego[2]
- oddziały 1 Armii Wojska Polskiego dotarły do Łaby[18]

4 maja
- lotnictwo ludowego Wojska Polskiego skończyło działania bojowe w Niemczech[2]

5 maja
- gen. broni Władysław Anders przestał pełnić obowiązki Naczelnego Wodza Polskich Sił Zbrojnych i Generalnego Inspektora Sił Zbrojnych

7 maja
- 1 Warszawska Brygada Kawalerii rozkazem nr 0116/org. została przeformowana na 1 Warszawską Dywizję Kawalerii[5]}
- gen. Władysław Anders zaakceptował propozycję rozwiązania organizacji „NIE” i utworzenia Delegatury Sił Zbrojnych na Kraj i wyznaczył na stanowisko delegata płk. Jana Rzepeckiego[18]

8 maja
- podpisano w Berlinie akt o bezwarunkowej kapitulacji niemieckich sił zbrojnych[5]}

9 maja
- ukazało się pierwsze polskie pismo w wyzwolonej Gdyni wydawane przez Marynarkę Wojenną – Nasze Morze (nakład: 3000 egz.)

10 maja
- zakończono przebazowanie polskich jednostek lotniczych biorących udział w walkach na froncie z terenu Niemiec do stałych miejsc postoju w kraju:

4 Mieszana Dywizja Lotnicza (1 Pułk Lotnictwa Myśliwskiego „Warszawa”, 2 Pułk Nocnych Bombowców „Kraków”, 3 Pułk Lotnictwa Szturmowego) – do Bydgoszczy,
1 Mieszany Korpus Lotniczy – do Łowicza,
2 Dywizja Lotnictwa Szturmowego – do Łodzi,
6 i 7 Pułki Lotnictwa Szturmowego – do Ujazdowa k. Tomaszowa Mazowieckiego,
8 Pułk Lotnictwa Szturmowego – do Łodzi,
3 Dywizja Lotnictwa Myśliwskiego – do Kutna,
9, 10 i 11 Pułki Lotnictwa Myśliwskiego – do Kutna
11 maja
- 2 Armia Wojska Polskiego osiągnęła rejon Mielnika[25]

12 maja
- ukazał się rozkaz naczelnego dowódcy Wojska Polskiego nr 0121/org. o formowaniu 7 Brygady Inżynieryjno-budowlanej; brygadę zamierzano użyć przy odbudowie Warszawy[22]

12 maja – 14 maja
- jednostki 1 Armii Wojska Polskiego przegrupowały się do rejonu Letschin, Wriezen, Miincheberg, Heinersdorf, Lebus w Brandenburgii[22]

14 maja
- opracowano projekt organizacji obrony przeciwlotniczej kraju[8]
- w związku z przejściem do warunków pokojowych, ukazał się rozkaz specjalny i wytyczne Dowódcy Lotnictwa WP w sprawie szkolenia jednostek lotniczych[23]

15 maja – 30 czerwca
- jednostki 1 Armii Wojska Polskiego pełniły zadania okupacyjne nad Odrą i Nysą Łużycką po zachodniej stronie[22]

16 maja
- dyrektywą nr 11092 Naczelne Dowództwo Armii Czerwonej wyłączono 2 Armię Wojska Polskiego i 1 Korpus Pancerny ze składu wojsk 1 Frontu Ukraińskiego i podporządkowało je naczelnemu dowódcy Wojska Polskiego[22]

17 maja
- wyznaczono 2 Armię Wojska Polskiego do obrony granicy państwowej[8]

18 maja
- dowódca 1 Armii Wojska Polskiego rozkazem nr 033 nakazał przystąpić do kompletowania materiałów źródłowych i opracowania kronik poszczególnych jednostek od czasu rozpoczęcia formowania do zakończenia wojny[22]
- w Technicznej Szkole Lotniczej w Zamościu odbyła się pierwsza promocja, stopnie oficerskie otrzymało 12 absolwentów, którzy pozostali w TSL jako wykładowcy[23][24]

19 maja
- 2 Łużycka Dywizja Artylerii wyszła ze składu wojsk 2 Armii Wojska Polskiego i została podporządkowana bezpośrednio Sztabowi Głównemu Wojska Polskiego[22]

22 maja
- 3 Dywizja Artylerii Przeciwlotniczej przybyła do Leszna, gdzie została przeformowana według etatów pokojowych[22]

24 maja
- powołano Korpus Bezpieczeństwa Wewnętrznego[3]}
- naczelny dowódca Wojska Polskiego wydał rozkaz nr 00289 o wyłączeniu ze składu 1 Armii Wojska Polskiego 3 Dywizji Piechoty i skierowanie jej do kraju. Dywizja po powrocie do kraju ześrodkowała się w rejonie Lublin, Chełm, Kraśnik.
- pełniący obowiązki dowódcy WOW, mjr Zakrzewski, wydał rozkaz organizacyjny nr 1, który dał początek organizacji Warszawskiego Okręgu Wojskowego. Wraz z grupą przydzielonych mu oficerów zajął budynek przy ul. Litewskiej 3 na siedzibę dowództwa okręgu.
- naczelny dowódca Wojska Polskiego wydał rozkaz nr 00128/org. o wydzieleniu ze składu 1 Armii Wojska Polskiego 4 Pomorskiej Dywizji Piechoty im. J. Kilińskiego oraz 2 Samodzielnej Brygady Zaporowej i skierowaniu ich do formowania Korpusu Bezpieczeństwa Wewnętrznego.

25 maja
- naczelny dowódca Wojska Polskiego wydał rozkaz nr 0263/org. o rozformowaniu batalionu kobiecego w terminie do 1 XI 1945

27 maja
- naczelny dowódca Wojska Polskiego wydał rozkaz nr 0292 o wyłączeniu ze składu 1 Armii Wojska Polskiego 1 Dywizji Piechoty im. T. Kościuszki i skierowanie jej do kraju. Dowódcy 1 Dywizji Piechoty została podporządkowana 1 Brygada Pancerna im. Bohaterów Westerplatte. Po powrocie do kraju dywizja ześrodkowała się w rejonie Siedlce, Białystok, Biała Podlaska.

## Czerwiec
Przegrupowano 4 Dywizję Artylerii Przeciwlotniczej z Poznania do Gniezna
Wizyta Radzieckiej Misji Morskiej, która wspólnie z oficerami polskimi przystąpiła do opracowywania założeń strukturalno-organizacyjnych Marynarki Wojennej
Rozformowano samodzielny batalion ochrony lasów; część oficerów batalionu zdemobilizowano
Rozformowano Oddział Topograficzny i utworzono Wojskowy Instytut Geograficzny
Powołano do życia Centralną Bibliotekę Wojskową
1 czerwca
- Stan jednostek polskiego lotnictwa wojskowego w kraju: 16 288 żołnierzy w tym 3381 oficerów: 684 samoloty w tym 197 – Po-2, 142 – Ił-2, 117 – Jak-9, 100 – Pe-2, 39 – UT-2, 18 – Jak-1, 14 – Jak-3, 6 – Li-2 oraz 32 inne typy[23]
- rozkazem Dowódcy Lotnictwa WP 4 Mieszanej Dywizji Lotniczej przyznano nazwę „Pomorska”[23]

1 czerwca–5 czerwca
- przeformowano 1 Brygadę Zaporową na 9 specjalny pułk bezpieczeństwa i samodzielny batalion ochrony[26]

3 czerwca
- naczelny dowódca WP rozkazem nr 111 o powołał do życia Główny Inspektorat Osadnictwa z siedzibą w Poznaniu. Generalnym inspektorem został mianowany gen. broni Karol Świerczewski, a jego zastępcą do spraw politycznych płk Piotr Jaroszewicz. Rozkaz sankcjonował dotychczasowe osiedlenie żołnierzy na ziemiach zachodnich i północnych Polski oraz zapowiadał nadawanie im ziemi w powiatach nadgranicznych nad Odrą i Nysą Łużycką[26][18].
- naczelny dowódca WP skierował do rozminowania kraju 1 Brygadę Saperów, 4 Brygadę Saperów, bataliony saperów dywizji piechoty 2 Armii WP i 1 Korpusu Pancernego.
- wyłączono 1 Korpus Pancerny ze składu 2 Armii WP i podporządkowano go naczelnemu dowódcy WP.

6 czerwca
- na etat pułku szturmowego przeszedł 2 Pułk Nocnych Bombowców „Kraków” i rozpoczął przeszkolenie personelu na samolotach Ił-2 oraz otrzymał nazwę „2 Pułk Lotnictwa Szturmowego”. Było to pierwsze w wojskach lotniczych przejście jednostki lotniczej na etat czasu pokojowego[24].

12 czerwca
- naczelny dowódca WP rozkazem nr 0140/org. nakazał sformować I Wiceministerstwo Obrony Narodowej w składzie[26]:

Departament Piechoty i Kawalerii
Departament Poboru i Uzupełnień MON
Departament Wojskowo-Inżynieryjnego MON
Departament Zaopatrzenia Artyleryjskiego MON
Departament Łączności MON
Departament Chemicznego MON.
departamenty zostały utworzone na bazie dowództw i szefostw rodzajów wojsk i służb.
8 czerwca
- rozkaz naczelnego dowódcy WP w sprawie osadnictwa wojskowego na ziemiach zachodnich[26]

9 czerwca – 14 czerwca
- przegrupowano 2 Brygadę Zaporową z Myśliborza do Bolesławca[26]

12 czerwca
- oddziały 8 Dywizji Piechoty przekazały służbę graniczną w rejonie Gubina pułkom 11 Dywizji Piechoty[27]
- w Rembertowie utworzono Wyższą Szkołę Oficerów Polityczno-Wychowawczych[26]

14 czerwca
- dowódca 1 Armii WP rozkazem nr 00151/op. nakazał obsadzić zachodnią granicę Polski na lewym (dzisiejsze Niemcy) brzegu Nysy Łużyckiej oddziałom 2 i 6 Dywizji Piechoty.

15 czerwca
- skierowano 1, 3 i 8 Dywizje Piechoty do działań związanych z bezpieczeństwem wewnętrznym[8]

15 czerwca–21 czerwca
- przeformowano 2 Brygadę Zaporową w 12 pułk bezpieczeństwa wewnętrznego i 7 samodzielny batalion ochrony[26]

17 czerwca
- 9 Pułk Lotnictwa Myśliwskiego został odznaczony radzieckim Orderem Czerwonego Sztandaru[23]

20 czerwca
- 38 pułk piechoty 11 Dywizji Piechoty został zakwaterowany w Gubinie w koszarach przy stacji kolejowej[27]

21 czerwca
- w Wojskowej Szkole Pilotów w Dęblinie odbyła się pierwsza po wojnie promocja oficerów-pilotów, a aktu promocji dokonał gen. broni Władysław Korczyc[23][24]
- rozkazem Naczelnego Dowódcy WP 4 Pomorska Mieszana Dywizja Lotnicza została odznaczona Orderem Krzyża Grunwaldu II Klasy za działania bojowe na froncie[23]

24 czerwca
- w Moskwie na Placu Czerwonym odbyła się defilada zwycięstwa. W defiladzie wzięli udział przedstawiciele Wojska Polskiego, którzy maszerowali w oddzielnej kolumnie niosąc biało-czerwone flagi. Kolumnę prowadził szef Sztabu Głównego Wojska Polskiego, gen. broni Władysław Korczyc[26].

28 czerwca
- ministrem obrony narodowej mianowany został marszałek Polski Michał Rola-Żymierski

29 czerwca
- naczelny dowódca Wojska Polskiego rozkazem nr 0156/org. nakazał sformować na bazie 4 zapasowego pułku piechoty w Gdańsku 16 Dywizję Piechoty oraz na bazie 2 zapasowego pułku piechoty w Krakowie 17 Dywizję Piechoty[26]
- rozkaz nr 00370/op. naczelnego dowódcy Wojska Polskiego o wycofaniu 1 Armii Wojska Polskiego z grupy wojsk okupacyjnych i włączeniu z dniem 30 czerwca 1945 roku w skład wojsk armii 10 DP, 8 DP i po zakończeniu formowania 13 DP[26]

## Lipiec
- rozformowano dowództwo i sztab 1 Mieszanego Korpusu Lotniczego oraz oddziały specjalne[28]
- rozkazem Naczelnego Dowództwa Wojska Polskiego, wszystkim polskich bojownikach Republikańskiej Hiszpanii, uznano stopnie wojskowe uzyskane w armii hiszpańskiej, zaliczono okres służby w tej armii i przebywania w obozach faszystowskich jako okres służby w Wojsku Polskim[28]

1 lipca
- zakończono formowanie w Katowicach 13 Dywizji Piechoty[28]
- zakończono formowanie w Bydgoszczy, Świeciu i Chełmnie 14 Dywizji Piechoty[28]

2 lipca
- powołano Wyższe Oficerskie Kursy Artyleryjskie w Toruniu

3 lipca
- rozkaz nr 0140 naczelnego dowódcy Wojska Polskiego o przygotowaniu demobilizacji[28]

5 lipca
- rozkaz nr 0141 ministra obrony narodowej w sprawie akcji osiedleńczej żołnierzy. Rozkaz nakazywał nawiązać łączność z Generalnym Inspektoratem Osadnictwa Wojskowego oraz zorganizować grupy operacyjne celem dokonania wyboru miejscowości dla osiedlenia żołnierzy[28]
- 1 Armia Wojska Polskiego została bezpośrednio podporządkowana Dowództwu Wojska Polskiego[28]

6 lipca
- 2 pułk lotnictwa bombowego „Kraków” przeszedł na etat pułku lotnictwa szturmowego[28]

6–13 lipca
- 2 Dywizja Piechoty z rejonu Żary–Żagań przemaszerowała do rejonów wyjściowych w celu obsadzenia południowej granicy państwa na odcinku Paczków–Cieszyn[28]

7 lipca
- rozkazem nr 00163/org. naczelnego dowódcy Wojska Polskiego powołano do życia Dowództwo Marynarki Wojennej, Sztab Główny MW, Zarząd Polityczno-Wychowawczy, Główny Port Marynarki Wojennej i Oddział Inżynieryjny. Rozkaz nakazywał też sformować redakcję czasopisma marynarskiego, Dom Marynarza, Skład Główny Portu, warsztaty remontowe środków pływających, warsztaty remontowe samochodów. Pierwszym dowódcą Marynarki Wojennej został kontradmirał Jan Abramow, szefem Sztabu Głównego kmdr Jan Szylingowski[a], zastępcą dowódcy Marynarki Wojennej do spraw polityczno-wychowawczych kmdr Józef Urbanowicz[28]
- 1 samodzielny morski batalion zapasowy podporządkowano dowódcy Marynarki Wojennej
- rozkaz nr 0164/org. naczelnego dowódcy Wojska Polskiego o rozformowaniu do 20 sierpnia 11 Brygady Artylerii Przeciwpancernej[28]

7–15 lipca
- 6 Dywizja Piechoty z rejonu Lubania przemaszerowała do Wadowic w celu obsadzenia południowej granicy państwowej na odcinku Cieszyn – Piwniczna[28]

8–9 lipca
- jednostki specjalne 1 Armii WP z rejonów położonych na zachód od Wrocławia przemaszerowały do garnizonów. Po zakończeniu marszu poszczególne jednostki rozlokowały się w następujących miastach[28]:

1 samodzielny pułk moździerzy – Gliwice
samodzielny dywizjon artylerii przeciwlotniczej – Bytom
4 Brygada Artylerii Przeciwpancernej – Pszczyna
1 Brygada Artylerii Armat im. gen. J. Bema – Sosnowiec
1 Dywizja Artylerii Przeciwlotniczej – Chrzanów
11 lipca
- powołano Oficerską Szkołę Samochodową w Bydgoszczy[8]

12 lipca
- rozkaz Naczelnego Dowódcy Wojska Polskiego (ND WP) w sprawie udziału wojska w akcji żniwnej[8]

13 lipca
- uchwałą Prezydium Krajowej Rady Narodowej wprowadzono nową rotę przysięgi Wojska Polskiego[28]

15 lipca
- na polach grunwaldzkich odbyła się promocja podchorążych Oficerskiej Szkoły Piechoty im. T. Kościuszki oraz manifestacja jedności słowiańskiej[28]
- 2 Warszawska Dywizja Piechoty rozpoczęła służbę graniczną odcinku Paczków–Cieszyn[28]
- Dowódca Lotnictwa WP wydał rozkaz nakazujący przejście do jednolitego oznakowania biało-czerwoną szachownicą wszystkich samolotów lotnictwa wojskowego WP[23]
- Początek pokojowej reorganizacji lotnictwa WP:

rozformowano dowództwo 1 Mieszanego Korpusu Lotniczego, 1596 pułk OPL lotnisk, 901 samodzielną baterię artylerii przeciwlotniczej, 7 samodzielna kompanię ewakuacyjno-transportową, 22 kompanię do zadań specjalnych i 5 samodzielny pluton maskowania
rozformowano 12 pułk lotnictwa sanitarnego i 13 pułk lotnictwa transportowego,
przeformowano 17 pułk lotnictwa łącznikowego i 15 pułk lotnictwa zapasowego
18 lipca
- rozkaz nr 0174/org. naczelnego dowódcy Wojska Polskiego o przeformowaniu na etat pokojowy Dowództwa Wojsk Pancernych i Zmotoryzowanych, Dowództwa Artylerii Wojska Polskiego, Najwyższej Prokuratury Wojskowej i Najwyższego Sądu Wojskowego[28]

18 lipca
- przeformowano Sztab Główny w Sztab Generalny Wojska Polskiego[8]
- dekret o pomocy i zasiłkach dla rodzin żołnierzy Wojska Polskiego oraz zdemobilizowanych żołnierzy[28]

20 lipca
- rozkaz naczelnego dowódcy Wojska Polskiego nr 0189/org. o powołaniu Biura Historycznego Wojska Polskiego[28]
- 6 Dywizja Piechoty rozpoczęła pełnienie służby granicznej na odcinku Cieszyn –Piwniczna[28]

22 lipca
- rozkaz nr 155 naczelnego dowódcy Wojska Polskiego ustanawiający „Odznakę Grunwaldzką”[28]

24 lipca
- Odezwa Delegata Sił Zbrojnych na Kraj – „Do żołnierzy byłej Armii Krajowej” ze wskazówkami postępowania[4]

27 lipca
- naczelny dowódca Wojska Polskiego rozkazem nr 0196/org. nakazał zorganizować III Wiceministerstwo Obrony Narodowej w składzie: departamenty Intendentury, Kwaterunkowo-Eksploatacyjny, Budownictwa Wojskowego, Służby Samochodowej i Służby Zdrowia; wydziały: Polityczno-Wychowawczy, Organizacyjno-Mobilizacyjny, Ewidencyjno-Planowy, Szyfrowy, Administracyjno-Gospodarczy, Finansowy, Materiałów Pędnych, Służby Weterynaryjnej i Personalny. III wiceministrem został dotychczasowy główny kwatermistrz Wojska Polskiego gen. bryg. Antoni Sakowicz[28]

27 lipca
- rozkaz nr 9184/org. o przekształceniu Oddziału Personalnego Wojska Polskiego w Departament Personalny WP. Szefem departamentu został gen. bryg. Stanisław Zawadzki[28]

## Sierpień
- zakończono formowanie 16 DP i 17 DP[30]
- przystąpiono do odtworzenia 4 Pomorskiej Dywizji Piechoty im. J. Kilińskiego, wydzielonej w maju 1945 roku do formowania Korpusu Bezpieczeństwa Wewnętrznego. Nowo formowanej dywizji przekazano z KBW dokumenty operacyjne i sztandary[30]
- opracowano plan pokojowej reorganizacji jednostek inżynieryjno-saperskich. Przewidywał on przeformowanie do 1 grudnia 1945 roku[30]:

1 Warszawskiej Brygady Inżynieryjno-Saperskiej na 1 pułk saperów
2 Warszawskiej Brygady Inżynieryjno-Saperskiej na 2 pułk saperów
3 Warszawskiej Brygady Pontonowo-Mostowej na 1 pułk pontonowy
4 Łużyckiej Brygady Inżynieryjno-Saperskiej na 3 pułk saperów
- rozformowanie[30]:

5 Mazurskiej Brygady Inżynieryjno-Saperskiej
2 samodzielnego zapasowego pułku saperów
7 Warszawskiego batalionu saperów
sztabu Wojsk Inżynieryjno-Saperskich 1 i 2 Armii WP
polowego składu saperskiego 1 AWP
- zdecydowano przekazać 7 Brygadę Inżynieryjno-Budowlaną III wiceministrowi obrony narodowej[28]
- przewidywano zmniejszenie o połowę stanu zmiennego Oficerskiej Szkoły Inżynieryjno- Saperskiej[30]
- wprowadzono do użytku regulamin służby wewnętrznej i regulamin musztry. Ten ostatni nawiązywał do postanowień regulaminu obowiązującego przed wojną[30]

5 sierpnia
- naczelny dowódca Wojska Polskiego rozkazem nr 0190/org. powołał Wojskowy Oddział Historyczny[30]
- do Warszawy przybyli marszałkowie: Konstanty Rokossowski, Iwan Koniew i Gieorgij Żukow. W Belwederze odbyła się uroczystość udekorowania marszałków odznaczeniami nadanymi przez Prezydium Krajowej Rady Narodowej[30]
- z okazji rocznicy powstania rozkazem Naczelnego Dowództwa Wojska Polskiego 1 Korpus Pancerny otrzymał miano „Drezdeński” i został udekorowany orderem „Krzyża Grunwaldu III klasy”, a 5 sierpnia ustanowiono dniem święta 1 Brygady Pancernej im. Bohaterów Westerplatte i 1 Korpusu Pancernego[30]

6 sierpnia
- płk Jan Rzepecki wydał rozkaz o rozwiązaniu konspiracyjnej Delegatury i Sił Zbrojnych na Kraj[4][31]

9 sierpnia
- wydano dekret o częściowej demobilizacji żołnierzy. Demobilizacji podlegali[30]:

szeregowcy i starsi szeregowcy rocznika 1920 i roczników starszych
podoficerowie wszystkich rodzajów broni i służb rocznika 1915 i roczników starszych
szeregowcy i podoficerowie – kobiety bez względu na wiek oprócz sióstr medycznych w stopniu podoficerskim roczników 1925–1921 włącznie
szeregowcy, podoficerowie i oficerowie, którzy przed wstąpieniem do wojska byli nauczycielami wyższych lub średnich zakładów naukowych albo szkół podstawowych
10 sierpnia
- wydano dekret o częściowej demobilizacji Wojska Polskiego[8]

18 sierpnia
- dokonano podziału terytorium kraju na rejony uzupełnień (86 Rejonowych Komend Uzupełnień)[8]

19 sierpnia
- rozkazem Naczelnego Dowództwa Wojska Polskiego, w rocznicę powstania 2 Armii Wojska Polskiego, poszczególne jednostki wchodzące w skład armii otrzymały nazwy: „Drezdeńskich”: 8 DP, 9 DP, 9 9 BAPpanc; „Sudeckich”: 10 DP, 5 pczc, 14 BAPpanc; „Łużyckich”: 7 DP, 3 DAPlot, 2 DA, 16 BPanc, 4 pł; „Saskich”: 5 DP, 10 bł, 3 eskadra lotnicza, 28 papanc[30]

22 sierpnia
- ustanowiono granice okręgów wojskowych (Pomorskiego, Poznańskiego, Śląskiego, Krakowskiego, Łódzkiego, Warszawskiego, Lubelskiego)

23–21 października
- w Sztokholmie przebywała Polska Misja Morska na czele z kmdr. Jerzym Kłossowskim i kmdr. Józefem Urbanowiczem. Uzgadniano z władzami szwedzkimi rewindykację okrętów podwodnych „Sęp”, „Ryś” i „Żbik”, statku szkolnego „Dar Pomorza” i statku strażniczego „Batory”[30]

24 sierpnia
- kontradmirał Jan Abramow objął obowiązki dowódcy Marynarki Wojennej. Do tego czasu obowiązki sprawował szef Sztabu Głównego Marynarki Wojennej kmdr Jan Szylingowski[30]
- ukazał się pierwszy numer ilustrowanego tygodnika „Żołnierz Polski”[30]

30 sierpnia
- przekształcono 1 samodzielny morski batalion zapasowy w 1 szkolny pułk morski. Utworzony szkolny pułk MW został przeformowany na kadrę Marynarki Wojennej i przeniesiony wkrótce do Ustki[30]

## Wrzesień
- stan liczebny WP – etatowy około 469 tys., ewidencyjny około 394 tys.
- rozformowano dowództwa 1. i 2 Armii Wojska Polskiego (rozkaz ND WP nr 0510/Oper.)[32]
- 5 Dywizja Piechoty przejęła ochronę granicy od Kostrzyna do Mielna, a w Gubinie ulokowany został sztab 15 pułku piechoty[33]

1 września
- rozkazem nr 0228/org. naczelny dowódca Wojska Polskiego nakazał sformować na bazie 1 Szkolnej Dywizji Piechoty 18 DP. Bazę materiałową stanowiło wyposażenie 6 zapasowego pułku piechoty[32]
- ukonstytuował się Związek Uczestników Walki Zbrojnej o Niepodległość i Demokrację. Zgodnie z deklaracją ideową związek skupiał wszystkich bojowników o Polskę niepodległą i demokratyczną, bez względu na to, na jakich walczyli frontach i do jakich organizacji wojskowych należeli, jeśli tylko nie splamili się hańbą bratobójczych mordów[32].
- w drugą rocznicę wyruszenia na front 1 pułku lotnictwa myśliwskiego „Warszawa” rozkazem Naczelnego Dowództwa Wojska Polskiego 2 Dywizja Lotnictwa Szturmowego otrzymała miano „Brandenburskiej” i została odznaczona orderem Krzyża Grunwaldu III klasy, a pułki 4 Pomorskiej Mieszanej Dywizji Lotnictwa – orderem Virtuti Militari V klasy[32].
- w drugą rocznicę powstania rozkazem Naczelnego Dowództwa Wojska Polskiego 2 Warszawska Dywizja Piechoty im. Henryka Dąbrowskiego została odznaczona orderem Krzyża Grunwaldu III klasy, a 1 września ustanowiono dniem święta dywizji[32]
- ukazało się drugie czasopismo Marynarki Wojennej – „Gazeta Morska” powstała na bazie gazety „Nasze Morze”

2 września
- odbyło się pierwsze w Polsce Ludowej Święto Lotnictwa w Warszawie na nowym lotnisku Mokotowskim (w pobliżu starych fortów, między ul. Racławicką, al. Żwirki i Wigury i ul. Bobolego) parada powietrzna około 200 samolotów z udziałem przedstawicieli najwyższych władz państwowych[23][29]

3 września
- decyzja Rady Ministrów w sprawie pokojowego stanu liczebnego WP (230 tys.)

5 września
- rozkaz nr 00510 naczelny dowódca Wojska Polskiego nakazał przejęcie przez okręgi wojskowe dowództwa nad wszystkimi stacjonującymi na obszarze okręgu jednostkami, instytucjami i zakładami wojskowymi[32]

6 września
- zarządzenie o przeniesieniu Naczelnego Dowództwa Wojska Polskiego i Instytucji Centralnych z Włoch do Warszawy[32]
- decyzja o rozwiązaniu Dywizji Rolno Gospodarczej (termin 13.03.1947 r.)

8 września
- rozkazem nr 0236/org. naczelnego dowódcy Wojska Polskiego do 30 września nakazano rozformować[32]:

26 pułk artylerii przeciwlotniczej
11 dywizjon artylerii przeciwlotniczej
32 pułk artylerii przeciwlotniczej
8 baterię artylerii przeciwlotniczej 1 DKaw
11 i 12 kompanię obserwacyjno-meldunkową
1 Pomorski pułk moździerzy
1 Brygadę Moździerzy
1 i 3 baterię sztabową dowódcy artylerii armii
- 2 Łużycka Dywizja Artylerii miała zostać przeformowana na 12 Łużycką Brygadę Artylerii Ciężkiej

9–15 września
- w Pruszkowie odbyła się pierwsza po wojnie Letnia Spartakiada Wojsk Lotniczych (Olimpiada Lotnicza)[29]

10 września
- na podstawie rozkazu naczelnego dowódcy Wojska Polskiego nr 0181 z 18 sierpnia 1945 i nr 209 z 6 września, rozpoczęła się pierwsza faza demobilizacji Wojska Polskiego[32]
- naczelny dowódca Wojska Polskiego rozkazem nr 0242/org. nakazał rozformować 1 i 6 zapasowy pułk piechoty, a stany osobowe wykorzystać do formowania 18 DP[32]

12 września
- zgodnie z rozkazem naczelnego dowódcy WP nr 0244/org. na stopę pokojową zaczęły przechodzić jednostki chemiczne[32]

13 września
- utworzono Wojska Ochrony Pogranicza
- były dowódca Warszawskiego Okręgu Wojskowego gen. bryg. Włodzimierz Nałęcz-Gembicki wyznaczony został na stanowisko szefa Polskiej Misji Wojskowej w Moskwie[32]

14 września
- zgodnie z rozkazem nr 0248/org. naczelnego dowódcy Wojska Polskiego 1 Korpus Pancerny rozpoczął przechodzenie na etat pokojowy. Rozformowano[32]: 5 pczc, 7 pczc, 46 i 49 papanc, 1, 2, 3, 4, 5, 6, 10 i 11 dapanc

15 września
- wprowadzenie nowych etatów dowództw OW
- sformowano dowództwa Okręgu Wojskowego Śląsk
- 2 Łużycka Dywizja Artylerii została odznaczona orderem Krzyża Grunwaldu III klasy, a 15 września ustanowiono dniem święta dywizji.
- w rocznicę wyzwolenia Pragi 1 Dywizja Piechoty im. T. Kościuszki otrzymała nazwę „Warszawskiej” oraz została odznaczona orderem Krzyża Grunwaldu III klasy.

16 września
- Prezydium Krajowej Rady Narodowej odznaczyło 1 Armię Wojska Polskiego orderem Krzyża Grunwaldu I klasy. Uroczystości odbyły się w Katowicach[32]

17 września
- dowódca 1 Armii Wojska Polskiego polecał: „Z dniem dzisiejszym, dowództwo 1 Armii Wojska Polskiego uważać za sztab Śląskiego Okręgu Wojskowego”. Datę tę przyjęto za datę powołania do życia Śląskiego OW[32]
- dowódcą Okręgu Wojskowego Śląsk został gen. armii Stanisław Popławski

20 września
- na bazie kompanii technicznej stacjonującej na Oksywiu oraz 1 i 2 Batalionu Rekruckiego, rozlokowanych w Nowym Porcie, utworzono Szkołę Specjalistów Morskich[32]

21 września
- do Polski przyleciał generał Dwight D. Eisenhower. Został odznaczony orderem Krzyża Grunwaldu I klasy[32]

24 września
- rozkaz nr 220 ministra obrony narodowej włączał osadnictwo wojskowe w ogólnopaństwowy system osiedleńczy na ziemiach zachodnich Polski[32]
- powołanie do życia Związku Osadników Wojskowych

25 września
- wydano dekret o służbie wojskowej w SZ

29 września
- wydano dekret o służbie nadterminowej i zawodowej podoficerów[8]
- rozkazem nr 225 Naczelnego Dowództwa Wojska Polskiego 6 Pomorska Dywizja Piechoty została odznaczona orderem Virtuti Militari V klasy, a 14, 16, 18 pułki piechoty, 23 pułk artylerii lekkiej i 13 batalion saperów otrzymały miano „Kołobrzeskich”. 30 września ustanowiono dniem święta dywizji[32]

30 września
- w Gnieźnie rozformowano 4 Dywizję Artylerii Przeciwlotniczej[32]
- w rejonie Kalisza rozformowano 26 pułk artylerii przeciwlotniczej[32]
- w rejonie Pruszkowa rozformowano 11 samodzielny dywizjon artylerii przeciwlotniczej średniego kalibru i 32 paplot mk[32]

## Październik
- wycofano z terenu walk z podziemiem 1 DP i skierowano na jej miejsce 18 DP[1]
- naczelny dowódca Wojska Polskiego zawiesił prace reorganizacyjne w 1, 2, 4 i 5 Brygadzie Saperów. Termin reorganizacji został przesunięty na styczeń – luty 1946 roku[1].
- utworzono w Ministerstwie Obrony Narodowej Centralnego Zespołu Partyjnego[1]
- rozformowano 1 pułk ochrony kolei[1]

1 października
- naczelny dowódca Wojska Polskiego rozkazem nr 0266/org. nakazał przeformować jednostki artyleryjskie na etat pokojowy[1]
- 1 Korpus Pancerny przeszedł na etat pokojowy[1]

5 października
- zakończenie przeformowania 2 Łużyckiej Dywizji Artylerii na 12 Brygadę Artylerii Ciężkiej. Nowo utworzona brygada została przeniesiona do Biedruska[1]

6 października
- rozkazem Naczelnego Dowództwa Wojska Polskiego, w rocznicę powstania, 5 Samodzielna Brygada Saperów otrzymała nazwę „Mazurskiej”, a 6 października ustanowiono dniem święta brygady[1]

10 października
- naczelny dowódca Wojska Polskiego rozkazem nr 0284 wprowadził zmiany w strukturze organizacyjnej lotnictwa Wojska Polskiego[1]
- rozkazem nr 0281 naczelnego dowódcy Wojska Polskiego powołana została specjalna Misja Wojskowa w Anglii z gen. bryg. Izydorem Modelskim na czele. Celem misji było: „przejęcie dowództwa nad formacjami i jednostkami polskimi za granicą oraz zorganizowanie ich powrotu do Ojczyzny”[1].
- rozkazem nr 0635/org. naczelnego dowódcy Wojska Polskiego jednostki pancerne włączono w skład następujących okręgów wojskowych[1]:

do Pomorskiego Okręgu Wojskowego: 16 Łużycką Brygadę Pancerną i 24 pułk artylerii pancernej
do Poznańskiego Okręgu Wojskowego: 2 Brygadę Pancerną, 28 pułk artylerii pancernej, 4 pułk czołgów ciężkich
do Śląskiego Okręgu Wojskowego: 3 Brygadę Pancerną, 25 i 27 pułk artylerii pancernej, 2 samodzielny batalion motocyklowy
do Krakowskiego Okręgu Wojskowego: 4 Brygadę Pancerną, 51 pułk artylerii pancernej
do Łódzkiego Okręgu Wojskowego: 1 Brygadę Zmotoryzowaną i 52 pułku artylerii pancernej
do Warszawskiego Okręgu Wojskowego: 1 Warszawską Brygadę Pancerną, 13 pułk artylerii pancernej, 1 batalion rozpoznawczy
- w Warszawie odbyło się pierwsze po wojnie walne zgromadzenie Aeroklubu Rzeczypospolitej Polskiej

12 października
- w drugą rocznicę bitwy pod Lenino, rozkazem Naczelnego Dowództwa Wojska Polskiego zostały nadane 2 i 3 pułkowi piechoty i 1 pułkowi artylerii lekkiej nazwy „Berlińskich”[1]

15 października
- wprowadzono nowe etaty związków taktycznych i oddziałów[8]
- rozkazem nr 0289/org. naczelnego dowódcy Wojska Polskiego przeniesiono 2, 14 i 15 Dywizję Piechoty na etat pokojowy[1]
- rozkazem nr 0288 naczelnego dowódcy Wojska Polskiego rozformowano dywizjony artylerii pancernej SU-76 w 2, 3, 4, 5, 6, 7, 8 i 9 DP. Na ich miejsce wprowadzono dywizjony artylerii przeciwpancernej[1]

15–16 października
- marszałek Polski Michał Rola-Żymierski przebywał w kwaterze głównej Sił Zbrojnych Stanów Zjednoczonych. Został tam odznaczony Wielką Komandorią Legii Zasługi oraz odwiedził obóz polskich jeńców wojennych w Mannheim[1]

22 października
- rozkazem nr 0299/org. naczelnego dowódcy Wojska Polskiego powołano Gabinet Ministra Obrony Narodowej. Szefem gabinetu został gen. bryg. Stefan Mossor[1].
- osiągnięcie pełnej gotowości do wykonywania zadań przez dowództwo Okręgu Wojskowego Śląsk

24 października
- rozkazem nr 0300/org. naczelnego dowódcy Wojska Polskiego na bazie Wyższej Szkoły Oficerskiej utworzono Centrum Wyszkolenia Piechoty[1].

25 października
- ze Sztokholmu do Gdyni powróciły okręty podwodne „Sęp”, „Ryś”, i „Żbik” oraz fregata „Dar Pomorza”[34]

26 października
- powrót okrętów Marynarki Wojennej ze Szwecji[8]. Powrócił „Sęp”, „Ryś”, „Żbik” oraz statek szkolny „Dar Pomorza” i kuter motorowy „Batory”. „Dar Pomorza” został przekazany Państwowej Szkole Morskiej w Gdyni, a z okrętów podwodnych utworzono dywizjon okrętów podwodnych[1]
- wydano dekrety o ustanowieniu: „Medalu za Odrę, Nysę, Bałtyk”, „Medalu Zwycięstwa i Wolności 1945 r.”, „Medalu za Warszawę” i „Krzyża Partyzanckiego”[1]

28–30 października
- w Warszawie przebywał marszałek lotnictwa brytyjskiego Sholto Douglas[1].
- w Muzeum Narodowym otwarto wystawę RAF

30 października
- rozkazem naczelnego dowódcy Wojska Polskiego nr 0303/org. przemianowano I Wiceministerstwo na II Wiceministerstwo ON z tym samym zakresem działania. I wiceministrem obrony narodowej został mianowany zastępca naczelnego dowódcy Wojska Polskiego gen. dyw. Marian Spychalski[1].

31 października
- Państwowe Zakłady Lotnicze w Mielcu wykonały pierwszy po wojnie samolot polskiej konstrukcji[1].

## Listopad
- I Zjazd i ukonstytuowanie się Związku Dąbrowszczaków, który skupiał bojowników o wolność Hiszpanii w latach 1936–1938[1]
- do kraju pod dowództwem mjr Bolesława Jelenia przybyło 1413 żołnierzy z 19 i 29 Zgrupowania Piechoty Polskiej przy 1 armii francuskiej, w tym 55 oficerów, 156 podoficerów i 1202 szeregowców[1]

1 listopada
- Wojska Ochrony Pogranicza objęły ochroną granice Polski[35]

5 listopada
- rozkazem naczelnego dowódcy Wojska Polskiego nr 0309/org. wprowadzono numerację: dowództw okręgów wojskowych i stosowanie w służbowej korespondencji, rozkazach i zarządzeniach skróconych nazw dowództw okręgów wojskowych. Zgodnie z powyższym rozkazem dowództwa okręgów wojskowych otrzymały następujące numeracje[1]:

Dowództwo Warszawskiego Okręgu Wojskowego – DOW nr I
Dowództwo Pomorskiego Okręgu Wojskowego – DOW nr II
Dowództwo Poznańskiego Okręgu Wojskowego – DOW nr III
Dowództwo Śląskiego Okręgu Wojskowego – DOW nr IV
Dowództwo Krakowskiego Okręgu Wojskowego – DOW nr V
Dowództwo Łódzkiego Okręgu Wojskowego – DOW nr VI
Dowództwo Lubelskiego Okręgu Wojskowego – DOW nr VII
10 listopada
- zorganizowano Oficerską Szkołę Artylerii w Toruniu (połączonej)
- rozkazem naczelnego dowódcy Wojska Polskiego nr 0305/org. zreorganizowano 5, 6, 10, 11, 12 i 13 dywizję piechoty na etat pokojowy[1]

12 listopada
- gen. armii Stanisław Popławski przestał dowodzić Okręgiem Wojskowym Śląsk

13 listopada
- dowódcą Okręgu Wojskowego Śląsk został gen. bryg. Stanisław Daniluk-Daniłowski
- 2 Oddział Ochrony Pogranicza przejął pod ochronę środkowy odcinek granicy na Odrze i Nysie Łużyckiej[35]
- rozkazem naczelnego dowódcy Wojska Polskiego nr 0314/org. zorganizowano Gabinet Zastępcy Naczelnego Dowódcy Wojska Polskiego do spraw polityczno-wychowawczych[1]

14 listopada
- w Belwederze w Warszawie odbyła się uroczystość dekoracji Marszałka Polski Michała Roli-Żymierskiego odznaczeniem wojskowym ZSRR – Orderem Zwycięstwa[1]

15 listopada
- zakończono organizację służby na granicy przez WOP oraz wycofano z ochrony granicy 38 pułk piechoty[35]
- naczelny dowódca Wojska Polskiego wydał rozkaz o reorganizacji 1 Warszawskiej Dywizji Piechoty im. T. Kościuszki na etat pokojowy[b][1]
- gen. dyw. Jerzy Bordziłowski objął stanowisko szefa wojsk inżynieryjnych Wojska Polskiego[c][1]

16 listopada
- rozkazem naczelnego dowódcy nr 0321/org. zreorganizowano z etatów wojennych na pokojowe instytucje kulturalno-oświatowe redakcji: „Polski Zbrojnej”, „Żołnierza Polskiego”, czasopism lotniczych, Wytwórni Filmowej Wojska Polskiego „Czołówka”, Teatru Wojska Polskiego, Centralnego

Domu Żołnierza
19 listopada
- w Belwederze w Warszawie odbyła się uroczystość udekorowania wysokimi odznaczeniami oficerów oddziałów polskich, które powróciły z Francji oraz przybyłych z tymi oddziałami oficerów 1 armii francuskiej[1]

20 listopada
- na podstawie rozkazu naczelnego dowódcy Wojska Polskiego nr 0302/org. z 28 października 1945 r. sformowano stocznię Marynarki Wojennej[1]

30 listopada
- rozkazem naczelnego dowódcy Wojska Polskiego nr 333 powołano do życia Oddział Pomocniczych Środków Pływających i Przystań Główną Portu Marynarki Wojennej. kmdr Włodzimierza Steyera wyznaczono na dowódcę tego oddziału[1]

## Grudzień
- uchwałą Rady Ministrów zlikwidowano lotnictwo cywilne przy Wojsku Polskim, a jej realizację regulował rozkaz naczelnego dowódcy Wojska Polskiego nr 0335/org. z 11 grudnia 1945 r.[1]
- Polska Misja Wojskowa przebywała w Wielkiej Brytanii, gdzie prowadziła pertraktacje z władzami angielskimi, przede wszystkim z Ministerstwem Wojny na temat powrotu polskich okrętów do kraju[1]

1 grudnia
- rozpoczęcie pierwszego roku szkolenia w Wojsku Polskim po zakończeniu wojny[8]

11 grudnia
- Naczelny Dowódca WP wydał rozkaz nr 0335/org. o rozformowaniu Oddziału i jednostek lotnictwa cywilnego, podporządkowanych Dowództwu Lotnictwa i przekazaniu personelu oraz sprzętu Ministerstwu Komunikacji dla PLL „LOT”[23][29]

15 grudnia
- wydanie przez ND Wojska Polskiego instrukcji o organizacji i zakresie działania OW[8]
- kmdr. Adam Mohuczy po przybyciu z hitlerowskiej niewoli objął stanowisko szefa Sztabu Głównego i obowiązki dowódcy Marynarki Wojennej, a funkcję tę pełnił do 26 kwietnia 1947 r.[1]
- wcielono do Oddziału Okrętów Pomocniczych i Przystani: kuter motorowy „Batory”, „Korsarz” i „Oksywie”, holownik „Hel”, „Pionier” i „Lech”, motorówki „Wanda” i „Jurata”, dźwig pływający dwutonowy, krypę materiałów płynnych i trzy krypy ładunkowe bez własnego napędu[1]

16 grudnia
- rozkaz ND Wojska Polskiego do szkolenia wojsk w latach 1945/1946
- reorganizacja Naczelnego Dowództwa Wojska Polskiego i MON[8]

25 grudnia
- przybył do kraju ostatni (trzynasty) transport żołnierzy z Armii Polskiej we Włoszech (2 Korpus)[1]